# Sh2-283
Sh2-283 è una nebulosa a emissione visibile nella costellazione dell'Unicorno.
Si individua nella parte centro-occidentale della costellazione, in una regione di per sé piuttosto ricca di nebulose, circa 2° a sudovest della stella 18 Monocerotis; il periodo più indicato per la sua osservazione nel cielo serale ricade fra i mesi di novembre e aprile e trovandosi a ridosso dell'equatore celeste è visibile allo stesso modo da entrambi gli emisferi.
Sh2-283 è una regione H II di piccole dimensioni situata alla distanza di almeno 9100 parsec (circa 29670 anni luce); ciò comporta che essa si trovi in una regione molto remota ed esterna della Via Lattea, sul bordo esterno del Braccio del Cigno. Si ritiene che la responsabile della sua ionizzazione sia una stella azzurra di sequenza principale con classe spettrale B0V. Alla nebulosa sono associate due sorgenti di radiazione infrarossa catalogate dall'IRAS, una delle quali, IRAS 06361+0044, coincide con un giovane ammasso aperto infrarosso profondamente oscurato e avvolto nei gas. Sh2-283 ospita anche un maser con emissioni H2O e alcune sorgenti di onde radio.